# 脱亜鉛腐食
脱亜鉛腐食（だつあえんふしょく）は、黄銅（真鍮）に含まれる亜鉛が黄銅から離脱する腐食現象である。 

## 概要
亜鉛含有量が 30%–40% の黄銅材料は、銅が多いα相と亜鉛が多いβ相から成り立っている。脱亜鉛はβ相に優先的に生じる。脱亜鉛が生じると、赤色のスポンジ状の銅が残存した状態となる。
原因としては、塩素消毒された水道水に長期間にわたって晒される場合や、めっき前の脱脂処理に使用する脱脂液に高温かつ長時間浸ける場合にイオン化傾向の大きい亜鉛が電解腐食により溶出する例がある。このように、腐食の要因にはpHや塩化物イオン濃度なども関係している。
また、銅と真鍮を接合する場合にろう付けを行うが、銀ロウの融点は真鍮より高いために銀ロウ付けに使ったフラックスに真鍮の表面から亜鉛が溶け出すため、脱亜鉛が生じる。脱亜鉛が生じた黄銅は、めっき不良や塗装不良となる場合がある。
脱亜鉛対策として鍛造時にβ相が表れにくい組成域を選んだ黄銅や、ヒ素やスズを微量添加したアドミラルティ黄銅、ネーバル黄銅などの耐脱亜鉛黄銅（DZR: Dezincification resistant brass）が開発されている。